# Meloman (альбом)
«Meloman» — четвёртый студийный альбом петербургской группы KRec, вышедший в 2007 году.

## Рецензии
Все слова об альбоме Фьюза были бы недостаточны без поклона в сторону Марата, уже не битмейкера, но музыканта группы. За рубежом хип-хоп продюсеры тут и там помогают поп-исполнителям, а у нас на это, кажется, пока может сгодиться только он, только поп должен быть высокого полета, вроде «А-Студио». Изящные, разнообразные мелодии и великолепные семплы, на один из которых Кэни Вест мог бы положить свой глаз (в «Новом дне»). Объемные, пространные минуса, обилие струнных и духовых (пусть и несыгранных своим оркестром). Высший класс.
 — пишет Андрей Никитин на сайте Rap.ru 

## Список композиций
1. Интро
2. Новый День
3. Без Подоплёки
4. В Pитме Самба
5. Раскаты Грома
6. Фэмили
7. Cafe People
8. Доброе Утро Страна
9. На Посту (feat Maestro A-Sid)
10. О Любви
11. Меломан
12. Дорога
13. Imagination
14. Все Будет Хорошо (feat Maestro A-Sid)
15. Через Весь Город
16. Кухня-Пати
17. Не От Мира Сего
18. Улыбка Принцессы
19. Оставайся Собой
20. В Память О Тех Днях
21. Дороги Ведут
22. Аутро